# Xandrames mulsa
Xandrames mulsa är en fjärilsart som beskrevs av Louis Beethoven Prout 1935. Xandrames mulsa ingår i släktet Xandrames och familjen mätare. Inga underarter finns listade i Catalogue of Life.